# Al-Mubarakat
Al-Mubarakat (arab. المباركات) – wieś w Syrii, w muhafazie Hama. W 2004 roku liczyła 478 mieszkańców.